# 신도림동
신도림동(新道林洞)은 대한민국 서울특별시 구로구에 위치한 행정동이자 법정동이다.

## 개요
신도림동은 서울 지하철 1호선과 2호선의 환승역인 신도림역을 중심으로 경인로와 서부간선도로가 교차하는 교통요지이다. 최근에는 디큐브시티 등의 초고층 주상복합빌딩과 오피스텔, 대단지 아파트의 입주로 서남권의 신주거지 및 상업지구로 급부상했다.

## 연혁
- 삼국시대 잉벌노현
- 통일신라시대 곡양현
- 고려시대 금주현
- 조선초기 경기도 금천현 상북면
- 조선말기 경기도 시흥현 상북면 도야미리 또는 구로이리
- 1914년 경기도 시흥군 북면 도림리
- 1936년 경기도 시흥군 동면 도림리(→일부는 경성부로 편입)
- 1949년 서울특별시 영등포구 신도림리 (서울특별시 편입)
- 1950년 서울특별시 영등포구 신도림동
- 1980년 신도림동 중 도림천 이북 지역이 영등포구 대림동으로 분동, 잔여지역(현재의 신도림동 지역)은 구로구 신도림동으로 개편.

## 행정 구역
- 신도림동

## 교육
- 서울신도림초등학교
- 서울신미림초등학교
- 신도림중학교
- 신도림고등학교

## 아파트
| 단지명               | 건설사       | 시행사                    | 주소             | 입주        | 비고                            |
| -------------------- | ------------ | ------------------------- | ---------------- | ----------- | ------------------------------- |
| 신도림 동아 1차      | 한신공영     | 동아건설산업 조흥화학공업 | 신도림로 87      | 1999년 11월 | 구 조흥화학공업㈜ 영등포공장 터 |
| 신도림 동아 2차      | 동아건설산업 | 동아건설산업 삼영화학공업 | 경인로 643       | 2000년 5월  | 구 삼영화학공업㈜ 영등포공장 터 |
| 신도림 동아 3차      | 동아건설산업 | 조흥화학공업㈜            | 신도림로 78      | 2000년 11월 | 구 조흥화학공업㈜ 영등포공장 터 |
| 신도림 대림 3차      | 대림산업     | 대림산업                  | 신도림로 11      | 2001년 9월  |                                 |
| 신도림 e편한세상 4차 | 대림산업     | 한국타이어                | 경인로65길 16-15 | 2003년 5월  | 구 한국타이어 영등포공장 터     |
| 신도림 e편한세상 5차 | 대림산업     | 신도림대림 지역주택조합   | 신도림로 32      | 2003년 8월  |                                 |
| 신도림 e편한세상 7차 | 대림산업     | 대신주택㈜                | 신도림로 56-13   | 2004년 6월  |                                 |
| 신도림 대림 1차      | 대림산업     | 종근당                    | 신도림로 16      | 1999년 11월 | 구 종근당 영등포공장 터         |
| 신도림 대림 2차      | 대림산업     | 종근당                    | 신도림로 16      | 1999년 11월 | 구 종근당 영등포공장 터         |

## 교통
- ● 수도권 전철 1호선, ● 서울 지하철 2호선 : 신도림역
- ● 서울 지하철 2호선 : 도림천역
- 경인로
- 서부간선도로

## 같이 보기
- 대한민국의 행정 구역